# آرثر ويليام براندت
آرثر ويليام براندت (بالإنجليزية: Arthur William Brandt)‏ هو سياسي أمريكي، ولد في 14 مارس 1888 في أونتاريو في الولايات المتحدة، وتوفي في 26 يونيو 1943 في ليوسبورو في الولايات المتحدة.